# Arbeitsgericht Bielitz
Das Arbeitsgericht Bielitz war ein deutsches Gericht der Arbeitsgerichtsbarkeit mit Sitz in Bielitz.

## Geschichte
Während der Deutschen Besetzung Polens 1939–1945 wurde die deutsche Gerichtsorganisation auch im besetzten Polen eingeführt. Mit Verfügung des Breslauer Oberlandesgerichtspräsidenten vom 24. Januar 1940 entstand noch das Arbeitsgericht Bielitz, welches dem Landgericht Gleiwitz zugeordnet wurde, da am Landgericht Bielitz kein eigene LAG gebildet wurde. Es war für die Sprengel der Amtsgerichte Andrychow, Auschwitz, Bielitz, Frauenstadt, Kety, Milowka, Saybusch, Schwarzwasser und Sucha zuständig.
Nach der Besetzung Deutschlands durch die Alliierten wurden 1945 die Deutschen vertrieben und die Geschichte des Arbeitsgerichts Bielitz endete.